# NGC 3651/1
NGC 3651/1 је елиптична галаксија у сазвежђу Лав која се налази на NGC листи објеката дубоког неба.
Деклинација објекта је + 24° 17' 56" а ректасцензија 11h 22m 26,3s. Привидна величина (магнитуда) објекта NGC 3651 износи 13,6 а фотографска магнитуда 14,6. NGC 36511 је још познат и под ознакама UGC 6388, MCG 4-27-28, CGCG 126-42, HCG 51A, PGC 34898.